# Michael Rabin (violoniste)
Pour les articles homonymes, voir Michael Rabin et Rabin (homonymie).
Michael Rabin, né le 2 mai 1936 et mort le 19 janvier 1972 à New York, est un violoniste américain d’origine roumaine.

## Biographie
Michael Rabin naît le 2 mai 1936 à New York,.
Fils de Georges Rabin, violoniste et membre de l’Orchestre philharmonique de New York, et d’une pianiste formée à la Juilliard School, Michael Rabin commence jeune l’apprentissage de la musique, en famille. Il étudie ensuite avec Ivan Galamian à la Juilliard,,.
Enfant prodige, il fait sa première apparition en public en 1947, puis ses débuts au Carnegie Hall en 1950 sous la direction de Dmitri Mitropoulos avec l’Orchestre philharmonique de New York,,.
Sa carrière le mène aux États-Unis, en Europe et en Israël. Il joue longtemps sur un Guarnerius del Gesù de 1735, le Kubelik, ayant appartenu à Franz von Vecsey et à Jan Kubelik. Après la mort de Rabin, son Guarneri a été rebaptisé le Rabin et a été acquis par Kyung-Wha Chung,.
Comme interprète, il est notamment le dédicataire du Deuxième Concerto de Paul Creston (1960).
Durant un récital au Carnegie Hall, Michael Rabin perd l'équilibre et tombe en avant, accident à l'origine de troubles neurologiques qui affectent sa carrière professionnelle. Frappé de dépression nerveuse, il meurt à l’âge de trente-cinq ans d’un traumatisme crânien après une chute dans son appartement new-yorkais, le 19 janvier 1972,,.

## Discographie
De 1954 à 1960, Michael Rabin a enregistré en studio pour EMI plusieurs œuvres pour violon et orchestre — concerto no 2 de Mendelssohn, concertos no 1 de Paganini et de Wieniawski, concertos de Tchaïkovski et de Glazunov, Introduction et rondo capriccioso et Havanaise de Saint-Saëns, Fantaisie écossaise de Bruch, Tzigane de Ravel —, les Vingt-quatre caprices de Paganini, la Sonate pour violon seul en ut majeur de Bach et les Troisième et Quatrième Sonates pour violon seul d’Eugène Ysaÿe, ainsi que diverses pièces de virtuosité (souvent des arrangements). Par ailleurs on a conservé de lui un nombre appréciable d'enregistrements de concert (ils comprennent notamment le concerto pour violon et orchestre no 4 de Mozart, le concerto pour violon et orchestre de Brahms, le concerto pour violon et orchestre no 2 de Prokofiev, la Sonate pour piano et violon no 8 de Beethoven, la Sonate pour piano et violon no 1 de Fauré et d'autres œuvres qu'il n'a pas gravées en studio), ainsi que des inédits datant de ses dernières années.
Il a également enregistré un album avec l'Orchestre du Hollywood Bowl.